# Sandro de Gouveia
Sandro de Gouveia (ur. 28 lipca 1968 w Walvis Bay) – namibijski piłkarz grający na pozycji pomocnika.

## Kariera klubowa
W swojej karierze piłkarskiej de Gouveia grał w klubach Cape Town Spurs i Blue Waters z miasta Walvis Bay.

## Kariera reprezentacyjna
W reprezentacji Namibii de Gouveia zadebiutował 11 października 1992 w przegranym 0:3 meczu eliminacji do MŚ 1994 z Madagaskarem. W 1998 roku powołano go do kadry na Puchar Narodów Afryki 1998. Rozegrał na nim dwa spotkania: z Wybrzeżem Kości Słoniowej (3:4) i z Angolą (3:3). Od 1992 do 1998 wystąpił w kadrze narodowej 31 razy i strzelił 1 gola.